# Josse Lieferinxe

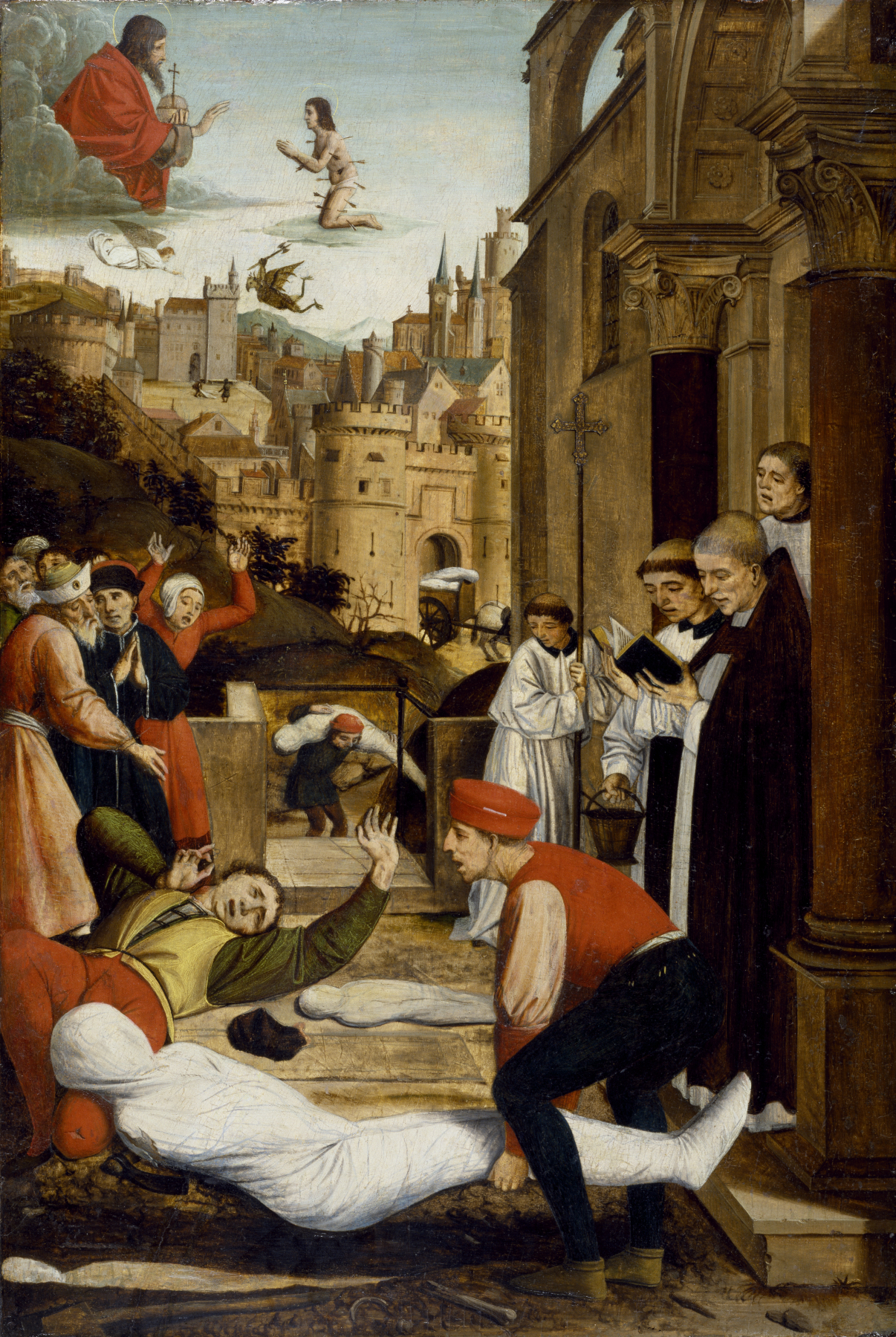
Sint-Sebastiaan bidt voor de pestlijders, 1497 (Walters Art Museum, Baltimore)

Josse Lieferinxe, ook Lifferin en Lifferinxe (fl. 1493 - 1505) was een Zuid-Nederlandse schilder die bekend werd in de Provence. Hij was de laatste grote meester van de School van Avignon. Tot zijn identificatie door Charles Sterling stond hij bekend als de Meester van Sint-Sebastiaan. 

## Leven
Volgens een bewaard document was Lieferinxe afkomstig uit "Engure", een stadje dat te vereenzelvigen valt met Edingen in het toenmalige graafschap Henegouwen. Zijn familienaam wijst naar het naburige dorp Lieferinge, dat in Vlaanderen lag. Aan het eind van de 15e eeuw verruilde hij de Bourgondische Nederlanden voor het zuiden, zoals eerder Barthélemy van Eyck. Hij was te vinden in Marseille en Aix-en-Provence. Een document uit 1493 situeert hem als poorter van Marseille, werkend met Philippon Mauroux. Later zou hij zich associëren met Piëmontese meesters als Bernardino Sismondi en Francesco Fabri. Hoewel Italiaanse invloeden aanwezig zijn in Lieferinxes werk, behield hij zijn onmiskenbaar noordelijke stijl. Hij werd soms aangeduid als Picardisch. In 1503 trouwde hij met Michelle Changenet, dochter van de Avignonese meester Jean Changenet. Hij werd voor het laatst levend genoemd in 1505 en werd in 1508 vermeld in de overleden wijs bij de afwikkeling van zijn nalatenschap door zijn neef Hans Clemer. 
Voordat hij duidelijk werd geïdentificeerd door Charles Sterling stond Josse Lieferinxe bekend als de Meester van Sint-Sebastiaan, naar het altaarstuk van Sint-Sebastiaan en Sint-Rochus dat hij in 1497 schilderde voor de kapel van de Confrérie du Luminaire de Saint-Sébastien in de Notre-Dame-des-Accoules, een kerk in Marseille waarvan alleen nog de klokkentoren overeind staat. Onder het penseel van Lieferinxe werd het veelluik een opmerkelijk werk van medische iconografie, met mogelijk de eerste voorstelling van een syfilispatiënt in de kunst. Zeven van de acht panelen zijn bewaard, verspreid over verschillende musea. Ander werk is op stilistische gronden aan hem toegeschreven.